# Svartstjärtad eukalyptuskrypare
Svartstjärtad eukalyptuskrypare (Climacteris melanurus) är en fågel i familjen eukalyptuskrypare inom ordningen tättingar. Den förekommer enbart i Australien. Beståndet anses vara livskraftigt.

## Utseende och läte
Svartstjärtad eukalyptuskrypare är en mycket mörk fågel med stora fötter. Arten är enfärgat djupt mörkbrun, nästan svart, på strupen med vita strimmor. I flykten syns tydliga beigefärgade vingband. Västliga fåglar har rödbrun undersida. Lätet är ett långsamt och upprepat "pip pip pip", vanligen följt av en snabb drill med samma ton. 

## Utbredning och systematik
Svartstjärtad eukalyptuskrypare är endemisk för Australien. Den delas in i två underarter med följande utbredning:
- Climacteris melanurus melanurus – förekommer i norra Australien (Kimberley i Arnhem Land och nordvästra Queensland)
- Climacteris melanurus wellsi – förekommer i västra delen av centrala Western Australia (Pilbararegionen)

### Släktskap
På grund av sina liknande vanor och utseende behandlades eukalyptuskrypare förr som en del av familjen trädkrypare. De är dock inte alls nära släkt. Medan trädkryparna på norra halvklotet står exempelvis nära nötväckor och gärdsmygar är eukalyptuskryparna systergrupp till lövsalsfåglarna och utgör tillsammans en helt egen och mycket gammal utvecklingslinje.

## Levnadssätt
Svartstjärtad eukalyptuskrypare hittas i torra skogar, savann och fuktiga låglänta skogar. Där ses den klättra upp- och nerför grenar och stammar likt en nötväcka. 

## Status
Arten har ett stort utbredningsområde och beståndet anses stabilt. Internationella naturvårdsunionen IUCN listar den därför som livskraftig (LC).